# Galtesund
Galtesund er navnet på sundet som adskiller øerne Hisøy og Tromøy i Arendal kommune i Agder fylke i Norge. Sundet er lidt over 2 km langt, og bredden varierer fra 200 m til omkring 500 m.
Galtesund er den vigtigste indsejlingsrute til Arendal havn, og ganske store skibe kan gå ind sundet. Galtesund har navn efter en holm i sundet med navn Galten. Ruten er smallest og og mest lavvandet ved denne holm, hvor der er foretaget sprængninger for at gøre ruten dybere.
Galtesund var også et kendt kystruteskib som blev kapret af norsk-engelske kommandosoldater og ført til England under 2. verdenskrig. Skibet tilhørte Arendals Dampskibsselskab.
58°26′53″N 8°46′47″Ø / 58.44806°N 8.77972°Ø